# Sugawara Ryunosuke
Ryunosuke Sugawara (sinh ngày 28 tháng 7 năm 2000) là một cầu thủ bóng đá người Nhật Bản.

## Sự nghiệp câu lạc bộ
Ryunosuke Sugawara đã từng chơi cho Vegalta Sendai.